# 南口戰鬥
南口戰鬥發生於1937年8月8日－16日，地點則是在中國河北省西北居庸关南口地区一帶。是抗日戰爭主要戰鬥之一，交戰一方為守軍之國民革命軍，另一方則為日軍。中國軍隊領導者為八十九師王仲廉，日軍方面領軍者則為獨十一旅團鈴木重康。最後，使用飛機與重炮攻擊的日軍獲勝，國民革命軍傷亡五千人以上，15日退守居庸关兩側之高地。